# Девічани
Девічани (словац. Devičany) — село, громада округу Левіце, Нітранський край. Кадастрова площа громади — 29.88 км². Протікає Девічанський потік.
Населення 380 осіб (станом на 31 грудня 2018 року).

## Історія
Девічани згадуються 1075 року.

## Населення
| Рік:            | 1994. | 2004.    | 2014.   | 2024.   |
| --------------- | ----- | -------- | ------- | ------- |
| Кількість осіб: | 431   | 382      | 388     | 401     |
| Різниця:        |       | -11,36 % | +1,57 % | +3,35 % |

| Рік:            | 2023. | 2024.   |
| --------------- | ----- | ------- |
| Кількість осіб: | 400   | 401     |
| Різниця:        |       | +0,25 % |